# Jörg Müller (pilote automobile)
Pour les articles homonymes, voir Müller et Jörg Müller.
Jörg Müller, né le 3 septembre 1969 à Kerkrade (Pays-Bas), est un pilote automobile allemand.

## Biographie
Auteur d'un brillant début de carrière en monoplace puisqu'il a remporté le Grand Prix de Macao de Formule 3 en 1993, le championnat d'Allemagne de Formule 3 en 1994 puis le championnat international de Formule 3000 en 1996, Jörg Muller n'est pourtant jamais parvenu à accéder à la Formule 1, si ce n'est en effectuant des tests pour le compte de Michelin au volant d'une Williams. Il s'est alors reconverti avec succès dans les épreuves d'endurance et de tourisme, où il est depuis plusieurs années pilote officiel BMW.

## Palmarès
- 1993 : Vainqueur du Grand Prix de Macao de Formule 3
- 1994 : Championnat d'Allemagne de Formule 3
- 1996 : Champion de Formule 3000
- 1999 : Vainqueur des 12 Heures de Sebring
- 2001 : Champion de l'American Le Mans Series dans la catégorie GT (victoire à Mid-Ohio notamment[2])
- 2004 : Vainqueur de la Guia Race of Macau (en) en 2004
- 2004 : Vainqueur des 24 Heures du Nürburgring
- 2006 : Vice-champion WTCC
- 2010 : Vainqueur des 24 Heures du Nürburgring

## Résultats aux 24 Heures du Mans
| Année | Équipe             | Voiture            | Équipiers                   | Résultat |
| ----- | ------------------ | ------------------ | --------------------------- | -------- |
| 1997  | Nissan Motorsports | Nissan R390 GT1    | Martin Brundle Wayne Taylor | Abandon  |
| 1998  | Porsche AG         | Porsche 911 GT1 98 | Bob Wollek Uwe Alzen        | 2e       |
| 1999  | BMW Motorsport     | BMW V12 LMR        | JJ Lehto Tom Kristensen     | Abandon  |
| 2010  | BMW Motorsport     | BMW M3 GT2 (E92)   | Augusto Farfus Uwe Alzen    | 19e      |
| 2011  | BMW Motorsport     | BMW M3 GT2 (E92)   | Augusto Farfus Dirk Werner  | Abandon  |